# Liga Mayor de Fútbol de Maldonado 2015
La Liga Mayor de Fútbol de Maldonado es una de las ligas de fútbol más importante de la OFI, es la liga que más campeonatos ha logrado en la OFI, fue fundada el 19 de abril de 1995 con la fusión de la Liga Capital de Fútbol de Maldonado y la Liga Carolina de Fútbol, tras la desafiliación del Conrad Fútbol Club es integrada por 24 equipos, aunque Club Atlético Atenas solo compite en divisiones formativas ya que el equipo mayor compite en la Segunda división profesional. Es una de las ligas más poderosas al haber ganado sus clubes la Copa Nacional de Clubes en trece ocasiones (la última fue San Carlos en 2013) y llegando en otras cinco ocasiones a la final.

## Torneo Apertura

### Fixture
| Peñarol S.C.    | 1:3 | Barrio Rivera 33 | 5 de julio   | 15:30 |
| Punta Ballena   | 0:1 | Libertad         | 5 de julio   | 15:30 |
| Defensor        | 1:0 | Alianza 5        | 5 de julio   | 13:00 |
| C. Molino       | 0:3 | Ituzaingo        | 5 de julio   | 15:30 |
| Atl. Fernandino |     | San Carlos       | 26 de agosto | 15:30 |

| Libertad         | 1:0 | Alianza 5           | 12 de julio | 15:30 |
| Barrio Rivera 33 | 0:4 | Defensor            | 12 de julio | 15:30 |
| C. Molino        | 0:1 | Peñarol S.C.        | 12 de julio | 15:30 |
| San Carlos       | 5:0 | Punta Ballena       | 14 de julio | 15:30 |
| Ituzaingo        | 1:2 | Atlético Fernandino | 15 de julio | 15:30 |

| Barrio Rivera 33 | 0:0 | Ituzaingo           | 19 de julio | 15:30 |
| Libertad         | 3:1 | C. Molino           | 19 de julio | 15:30 |
| Alianza 5        | 0:2 | Atlético Fernandino | 19 de julio | 15:30 |
| Peñarol S.C.     | 0:4 | Punta Ballena       | 19 de julio | 15:30 |
| Defensor         | 2:0 | San Carlos          | 19 de julio | 15:30 |

| Atlético Fernandino | 1:1 | Libertad      | 26 de julio | 15:30 |
| Ituzaingo           | 2:1 | Defensor      | 26 de julio | 15:30 |
| Punta Ballena       | 1:0 | C. Molino     | 26 de julio | 15:30 |
| Alianza 5           | 1:1 | Peñarol S.C.  | 26 de julio | 15:30 |
| San Carlos          | 1:1 | Barrio Rivera | 29 de julio | 15:30 |

| C. Molino           | 2:0 | Barrio Rivera 33 | 5 de agosto     | 15:30 |
| Ituzaingo           | 2:1 | Libertad         | 5 de agosto     | 15:30 |
| Punta Ballena       | 1:2 | Defensor         | 5 de agosto     | 15:30 |
| Atlético Fernandino | 3:0 | Peñarol S.C.     | 5 de agosto     | 15:30 |
| San Carlos          |     | Alianza 5        | 2 de septiembre | 15:30 |

| Barrio Rivera 33 | 1:3 | Atlético Fernandino | 22 de agosto    | 15:30 |
| Peñarol S.C.     | 0:2 | Ituzaingo           | 22 de agosto    | 15:30 |
| Alianza 5        | 2:1 | Punta Ballena       | 19 de agosto    | 15:30 |
| Defensor         | 1:1 | C. Molino           | 19 de agosto    | 15:30 |
| Libertad         |     | San Carlos          | 9 de septiembre | 15:30 |

| Barrio Rivera 33 |  | Punta Ballena | 30 de agosto | 15:30 |
| Libertad         |  | Peñarol S.C.  | 30 de agosto | 15:30 |
| Ituzaingo        |  | San Carlos    | 30 de agosto | 15:30 |
| C. Molino        |  | Alianza 5     | 30 de agosto | 15:30 |
| Atl. Fernandino  |  | Defensor      | 30 de agosto | 15:30 |

| Barrio Rivera 33 |  | Libertad        | 6 de septiembre | 15:30 |
| San Carlos       |  | C. Molino       | 6 de septiembre | 15:30 |
| Punta Ballena    |  | Atl. Fernandino | 6 de septiembre | 15:30 |
| Ituzaingo        |  | Alianza 5       | 6 de septiembre | 15:30 |
| Defensor         |  | Peñarol S.C.    | 6 de septiembre | 15:30 |

| Defensor      |  | Libertad         | 13 de septiembre | 15:30 |
| Alianza 5     |  | Barrio Rivera 33 | 13 de septiembre | 15:30 |
| C. Molino     |  | Atl. Fernandino  | 13 de septiembre | 15:30 |
| Peñarol S.C.  |  | San Carlos       | 13 de septiembre | 15:30 |
| Punta Ballena |  | Ituzaingo        | 13 de septiembre | 15:30 |

### Posiciones Apertura
|                                                          | 1  | Atlético Fernandino | 5 | 4 | 1 | 0 | 11 | 3  | 13 |
|                                                          | 2  | Defensor            | 6 | 4 | 1 | 1 | 11 | 4  | 13 |
|                                                          | 3  | Ituzaingó           | 6 | 4 | 1 | 1 | 8  | 4  | 13 |
|                                                          | 4  | Libertad            | 5 | 3 | 1 | 1 | 7  | 4  | 10 |
|                                                          | 5  | Punta Ballena       | 6 | 2 | 0 | 4 | 7  | 9  | 6  |
|                                                          | 6  | Barrio Rivera 33    | 6 | 1 | 2 | 3 | 5  | 11 | 5  |
|                                                          | 7  | San Carlos          | 3 | 1 | 1 | 1 | 5  | 3  | 4  |
|                                                          | 8  | Alianza 5           | 5 | 0 | 1 | 3 | 3  | 6  | 4  |
|                                                          | 9  | Central Molino      | 6 | 1 | 1 | 4 | 4  | 9  | 4  |
|                                                          | 10 | Peñarol S.C.        | 6 | 1 | 1 | 4 | 3  | 13 | 4  |
|                                                          |    |                     |   |   |   |   |    |    |    |
| Última actualización: 30 de agosto de 2015 14:40 (GMT-3) |    |                     |   |   |   |   |    |    |    |